# القدمة (دلال)

تعديل مصدري - تعديل

القدمة محلة تابعة لقرية الموجور، التابعة لعزلة دلال بمديرية بعدان إحدى مديريات محافظة إب في الجمهورية اليمنية، بلغ تعداد سكانها 194 حسب تعداد اليمن لعام 2004.